# 公立
公立（こうりつ）とは、地方公共団体 によって設立・管理・運営される施設に冠される名称である。

## 概要
公立の施設は公共性のある施設で、病院、学校、図書館、ホール、美術館、博物館、公園、住宅等、住民の福祉や生活に直接関係のある行政サービスの提供を目的とした施設である場合が多い。
設置主体によって都立（東京都）・府立（京都府、大阪府）・道立（北海道）・県立、また、市区町村では市立・町立・村立・区立（特別区）・組合立などと呼ばれる。なお、市立を口頭で読む際に私立（しりつ、わたくしりつ）と区別する必要がある場合は、「いちりつ」と発音されることが多い（市立学校など）。設置主体が複数の地方公共団体によるものの場合は、正式名称に「公立」の名を冠することがある。
公立の施設の運営には地方自治法が適用され、予算・決算、重大な改廃事項等については、議会の承認が必要となる。

## 職員の身分
公立の施設の管理者・職員は、原則として首長または地方公共団体の職員で、身分は地方公務員である（ただし、一般地方独立行政法人（非公務員型）や指定管理者制度等による運営、民間委託、下請け事業者等の職員は原則として公務員ではない）。